# Aeropedellus reuteri
Aeropedellus reuteri är en insektsart som först beskrevs av Miram 1907.  Aeropedellus reuteri ingår i släktet Aeropedellus och familjen gräshoppor. Inga underarter finns listade i Catalogue of Life.